# Koeltoren

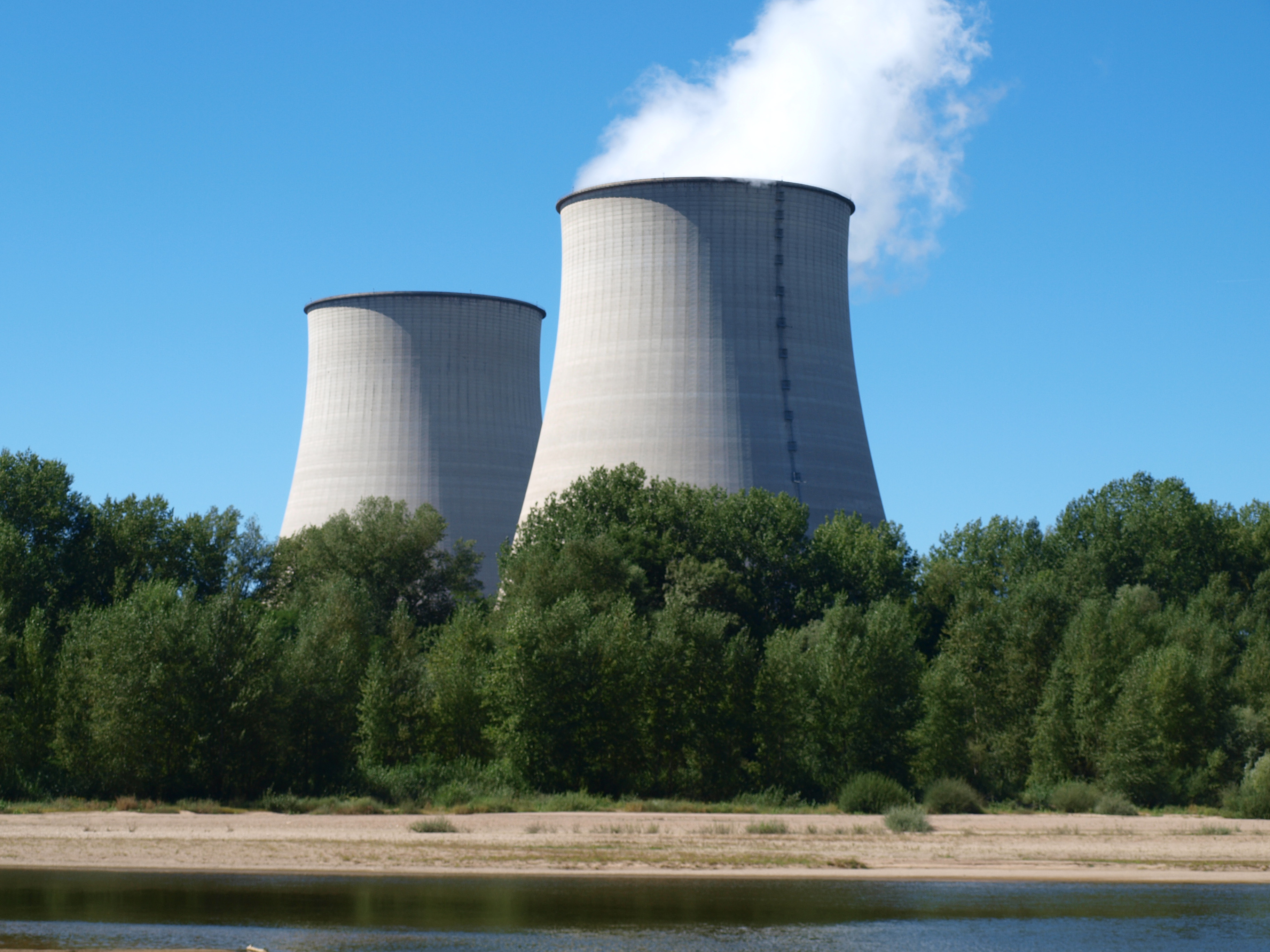
Koeltorens van de kerncentrale in Belleville, Frankrijk

Een koeltoren is een toren die dient om warmte van een thermische of nucleaire energiecentrale of chemische procesindustrie af te voeren. 
Het af te koelen koelwater stroomt aan de binnenzijde van de toren omlaag en kan daarbij warmte aan de omgevingslucht afgeven volgens het tegenstroomprincipe of het crossflowprincipe.
De werking van een koeltoren is erop gebaseerd dat snelle ('warme') watermoleculen aan de waterstroom ontsnappen en met de ventilatielucht worden weggevoerd. Men kan het watergebruik globaal berekenen aan de hand van de verdampingswarmte van water (2256 kJ/kg). Dit water dient aangevuld te worden. Door de voortdurende verdamping hoopt zich vaste stof in het resterende circulerende water op, waardoor dit zo nu en dan afgevoerd moet worden ('spuien'). Ook dit afgevoerde water moet worden aangevuld.

## Types

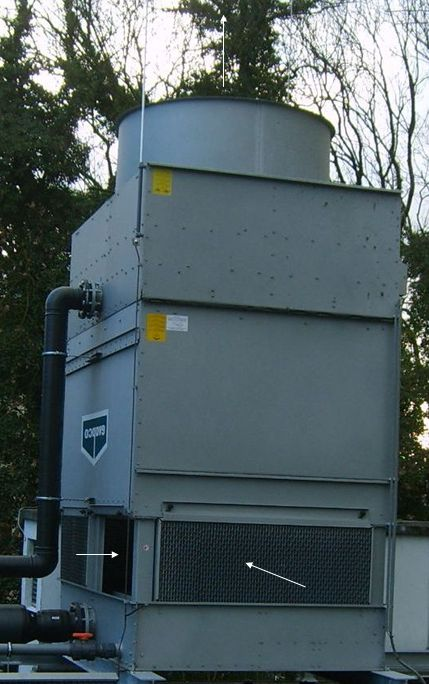
Koeltoren met geforceerde luchtstroom die onderin naar binnen wordt gezogen (pijltjes). Via de leiding bovenaan links wordt te koelen water naar binnen gebracht. De ventilator bevindt zich in het cilindrische deel bovenop.

Er zijn twee types koeltorens:
Het hyperboloïde type (Van Iterson-koeltoren)Het type koeltoren dat nabij elektriciteitscentrales staat opgesteld is vaak opvallend groot en de kenmerkende vorm is die van een omwentelingshyperboloïde. Deze zelfdragende vorm wordt voornamelijk gebruikt voor een betere stabiliteit van de toren, eenzelfde toren met een cilindervorm zou immers veel minder stabiel zijn. Een ander voordeel van de hyperbolische toren is de natuurlijke trek van lucht door de toren waardoor het water sneller afkoelt. Dit type koeltoren is ontwikkeld door ingenieur F.K.Th. van Iterson van de Nederlandse Staatsmijnen. De eerste koeltoren van dit type werd in 1918 in gebruik genomen bij de Staatsmijn Emma.
Koeltoren met geforceerde koelingEr is ook een compacter type in gebruik, dat niet de vorm van een toren heeft, maar wel koeltoren wordt genoemd. Daarbij wordt een groot deel van het volume gebruikt om water in omlaag te sproeien. Een grote ventilator trekt lucht door de neerregenende waterstroom omhoog.

## Milieuaspect
De witte wolken die uit een koeltoren komen veroorzaken in principe geen echte luchtvervuiling, want ze bevatten slechts waterdamp met druppeltjes. Wel moeten koeltorens regelmatig microbiologisch gecontroleerd en getest worden op de aanwezigheid van bacteriën, zowel algemeen voorkomende bacteriesoorten en Legionellabacteriën. 
Inademing van met Legionella besmette druppeltjes kan ernstige ziekte en zelfs overlijden tot gevolg hebben. Daarom wordt er tegenwoordig veel aandacht geschonken aan legionellabestrijding bij koeltorens. Dit kan worden gedaan door het toevoegen van bacteriedodende stoffen (biocides) aan het water of door een combinatie van ultrasone geluidsgolven en ultraviolet licht. Ook wordt er met ozon ontsmet en met alternatieven zoals hydrodynamische cavitatie, elektrochemische ionisatie via koper/zilver elektroden en of anodische oxidatie.
De bovenstaande producten en methodieken zijn niet werkzaam op het gebied van minimalisatie van corrosie en (kalk)afzettingen waardoor veelal het toevoegen van inhibitors  noodzakelijk is om rendementsverliezen minimaal te houden. 
In het verleden bevatten deze inhibitors vaak (metaal)zouten als chromaat, molybdaat of zink die via het spuien in de waterkringloop terechtkwamen en daarom inmiddels verboden zijn. Tegenwoordig bestaan de inhibitors uit ecologisch afbreekbare componenten met een zeer lage waterbezwaarlijkheid.
Als alternatief voor een inhibitor kan er onthard suppletiewater worden gebruikt, waarbij dan rekening gehouden dient te worden met het zoutverbruik (chemische lozing) en de bestendigheid van het systeem tegen corrosief (onthard)water.

## Alternatieven
Ook rivierwater kan gebruikt worden voor koeling van het koelwater, maar dat is minder betrouwbaar. Zo kan 's zomers het rivierwater te warm worden waardoor het te lozen water een te hoge temperatuur zou opleveren. Hierdoor zou het zuurstofgehalte verminderen en kunnen vissen afsterven. In Nederland en België gelden maximale temperaturen (in België 33 °C) waarbij rivierwater nog gebruikt mag worden voor koeling. Toekomstige energiecentrales worden in Nederland vooral langs de kust gepland. Daardoor kan zeewater gebruikt worden voor koeling en zijn er geen koeltorens nodig.